# Škoda Rapid (2012)

## Škoda Rapid (2012- Actualidad)
La versión europea es un automóvil compacto del Segmento C, pero con dimensiones justas cercanas al actual Segmento B, a diferencia de la versión que se ofrece en india desde 2011 que esta catalogado dentro del segmento B. Este Rapid es mucho más grande que la versión india, que solo tiene en común el nombre, por lo que tiende a confundirse y no tienen nada que ver son coches totalmente distintos. El Rapid europeo está basado en el prototipo Škoda Mission L que se había presentado en el Salón de Fráncfort de 2011, y al igual que este ofrece un gran espacio interior y un portón trasero (5 puertas) de gran tamaño. 

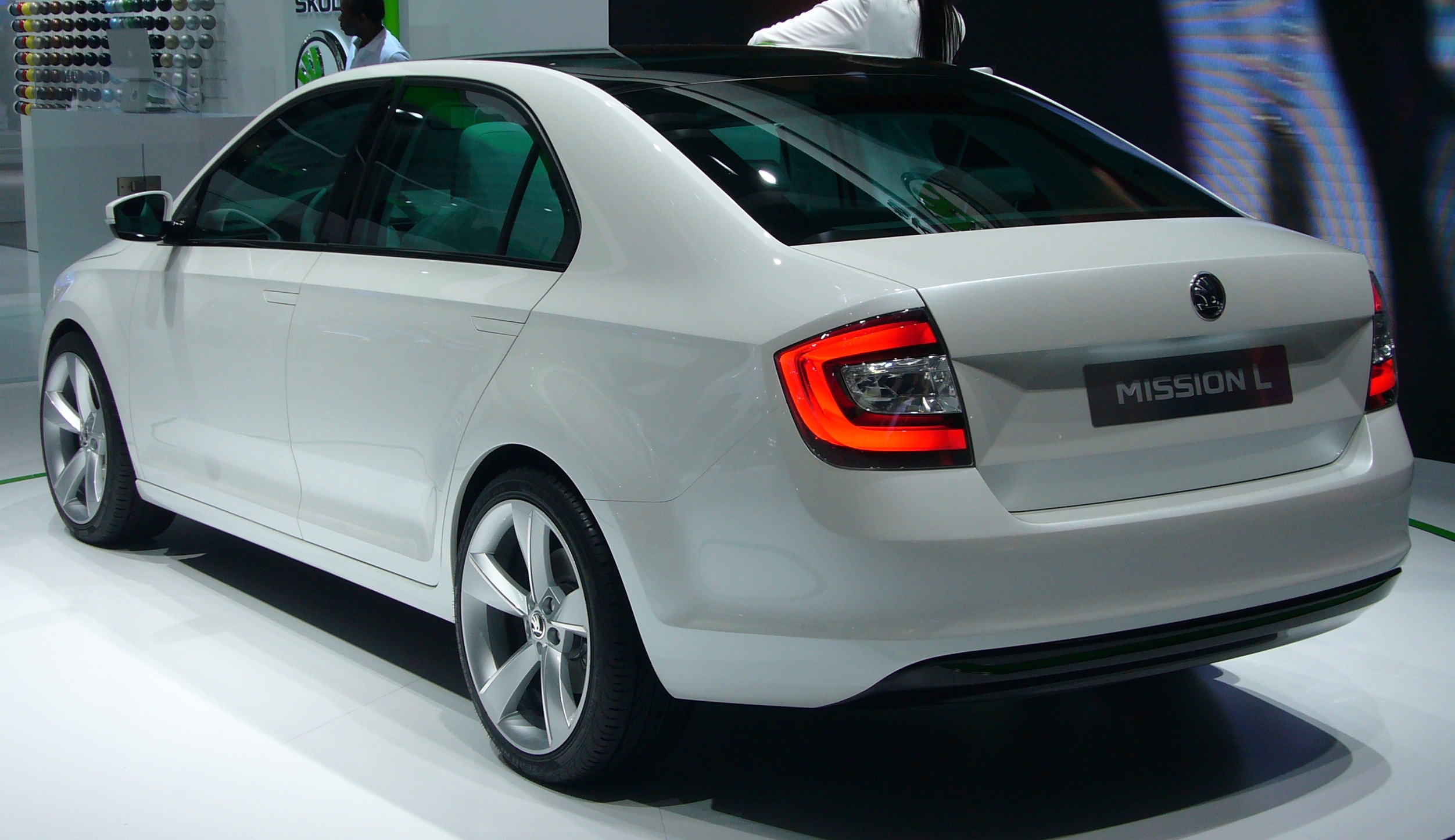
Škoda Mission L (prototipo).

El Rapid europeo viene a sustituir al Škoda Octavia Tour, que era la primera generación que todavía se vendía en algunos países como coche un poco más económico que la versión actual. Con esta estrategia Škoda pretende escalonar el nuevo Octavia subiéndolo de categoría y así cubrir un hueco más en la gama. El Octavia cubrirá el Segmento de berlina compacta - media, y el Rapid, el segmento de berlina compacta utilitaria. Este se convierte, entonces, en una berlina low cost (por su segmento), pero con calidades ligeramente superiores al resto de estas marcas, llegando a niveles altos en cuanto a equipamiento.
Su desarrollo se llevó a cabo conjuntamente con SEAT, que en octubre de 2012 puso su modelo a la venta, el SEAT Toledo de cuarta generación. Los dos modelos comienzan a fabricarse en 2012 en la factoría de Škoda de Mladá Boleslav. El diseño recuerda algo al VW Jetta VI pero con 5 puertas, estrenarán la nueva plataforma (A05+) de Volkswagen, versión aumentada y rediseñada de la plataforma A05 que utilizan Volkswagen Polo V, Ibiza IV y Audi A1, con las medidas modificadas y el tren de rodaje trasero del SEAT León II y Volkswagen Golf VI. En 2019 empieza a desparecer en parte del mercado Europeo, aunque en 2020 se anuncia un rediseño del Rapid, exclusivamente para comercializarlo solo en el mercado Ruso y países del CIS, además se añade sobre la base de la versión europea un nuevo modelo bajo la marca VW denominado Polo 5 puertas sedan exclusivamente para también para el mercado Ruso, al cual se le han modificado detalles mínimos como faros e interior.

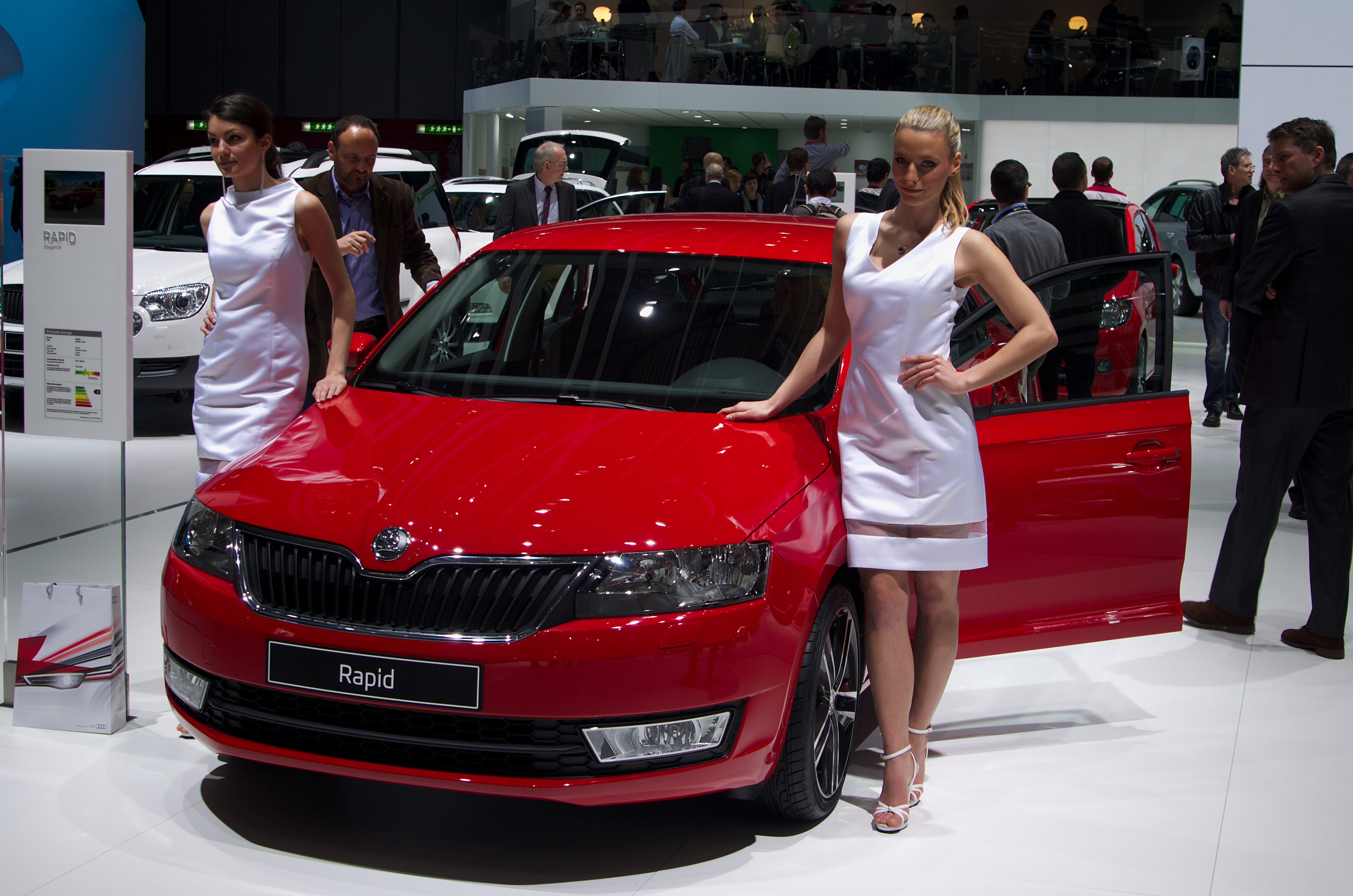
Vista delantera.
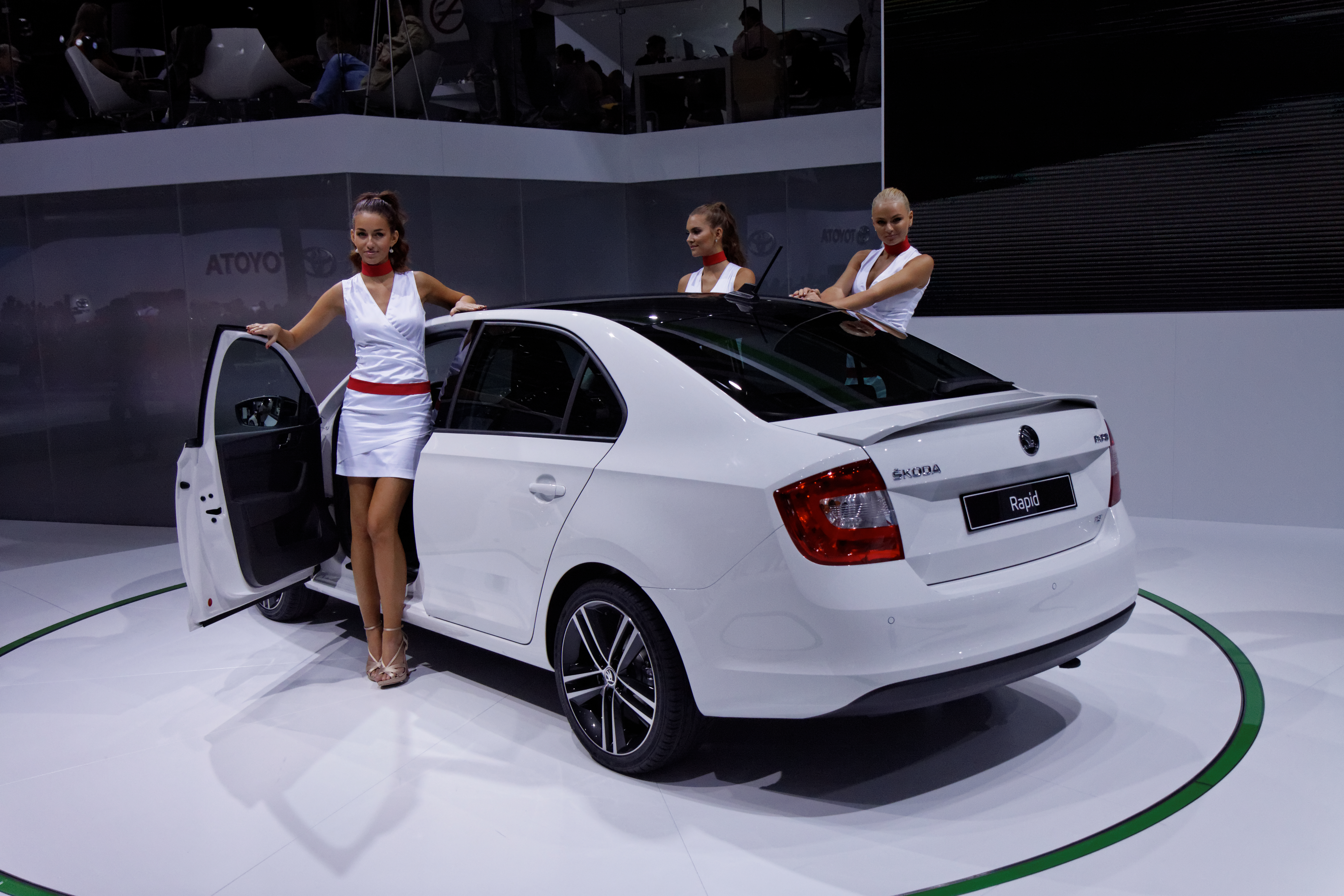
Vista trasera.
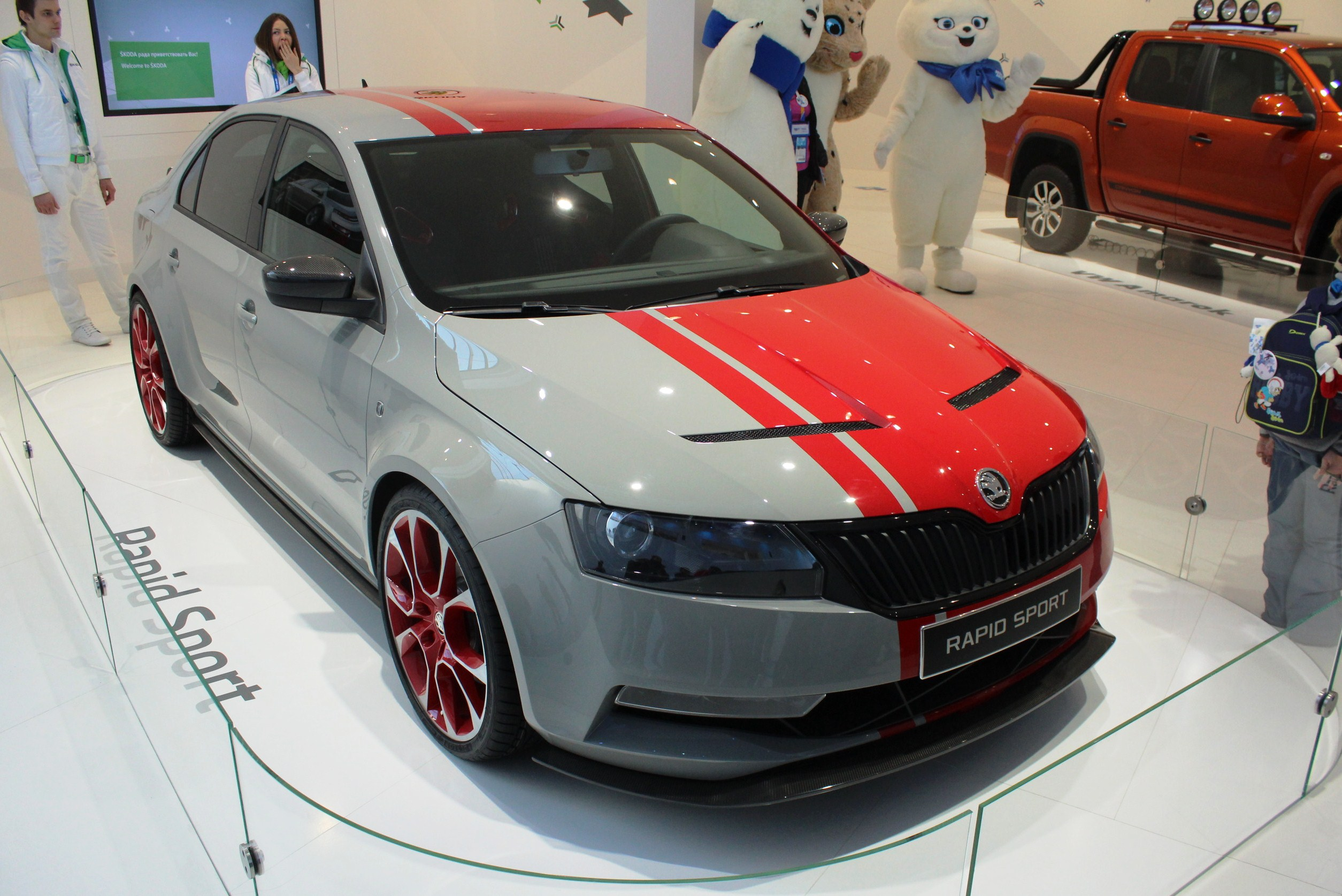
Vista delantera sport concept.
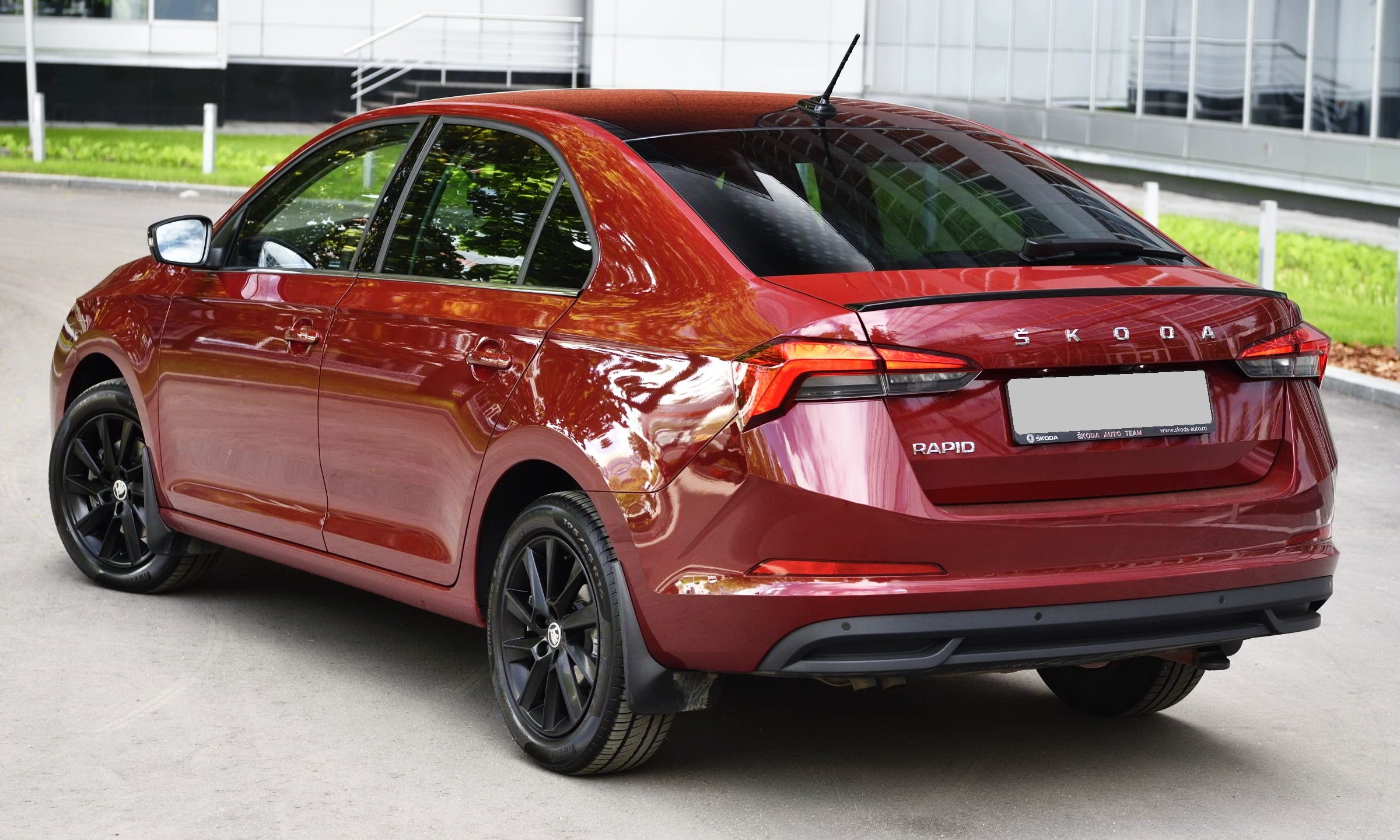
Vista trasera rediseño 2021 Rusia.
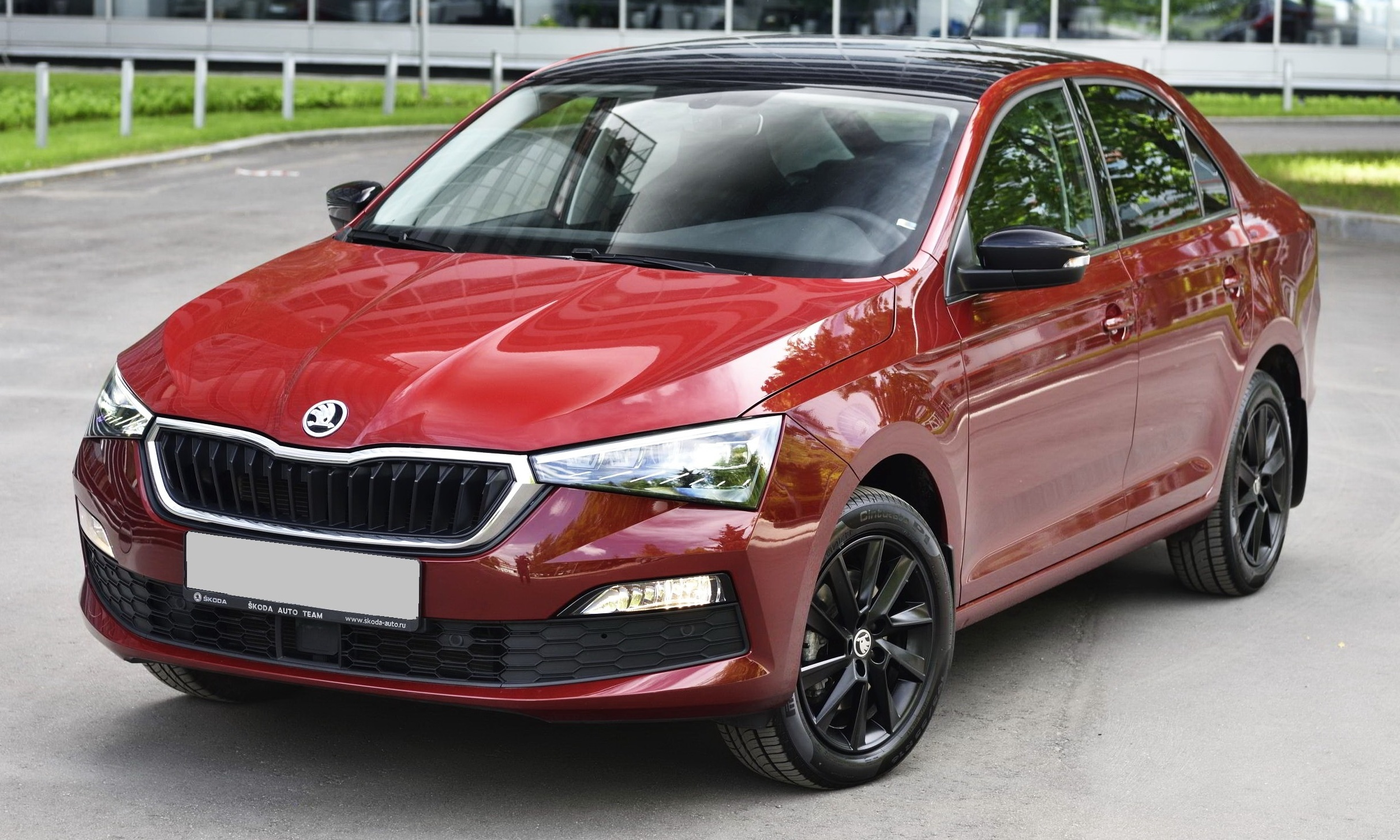
Vista delantera 2021 Rusia.

Por su parte Volkswagen también aprovecha el modelo, para sacar dos variante en China en 2013, el Volkswagen Santana II (china) y Volkswagen Jetta Night, pero modificándolos con algunos pequeños cambios suprimiéndoles el portón con lo cual pasan a ser sedanes de 4 puertas, pero diferenciándolos entre sí. Recientemente a finales de 2013 Škoda en el mercado chino hace con el modelo exactamente igual que Volkswagen, diferenciándolo del Europeo se le modifica la trasera siendo un sedan más largo ya que pierde el portón pasando de ser un modelo liftback de 5 puertas a ser un sedan 4 puertas, compartiendo las modificaciones del VW santana con la misma trasera pero con pilotos traseros distintos, también hay diferencias en algunas piezas como retrovisores diferentes, he interior y añade techo solar de serie. El Rapid chino se produce, junto con el Volkswagen Santana, en Yizheng, Jiangsu. En 2019 la nueva marca del mercado chino Jetta (automóvil) reutiliza el modelo con el nombre de Jetta VA3. Mientras que en 2021 la versión china Rapid recibe un rediseño que afecta principalmente a las ópticas tanto delantera como trasera y ala calandra. 

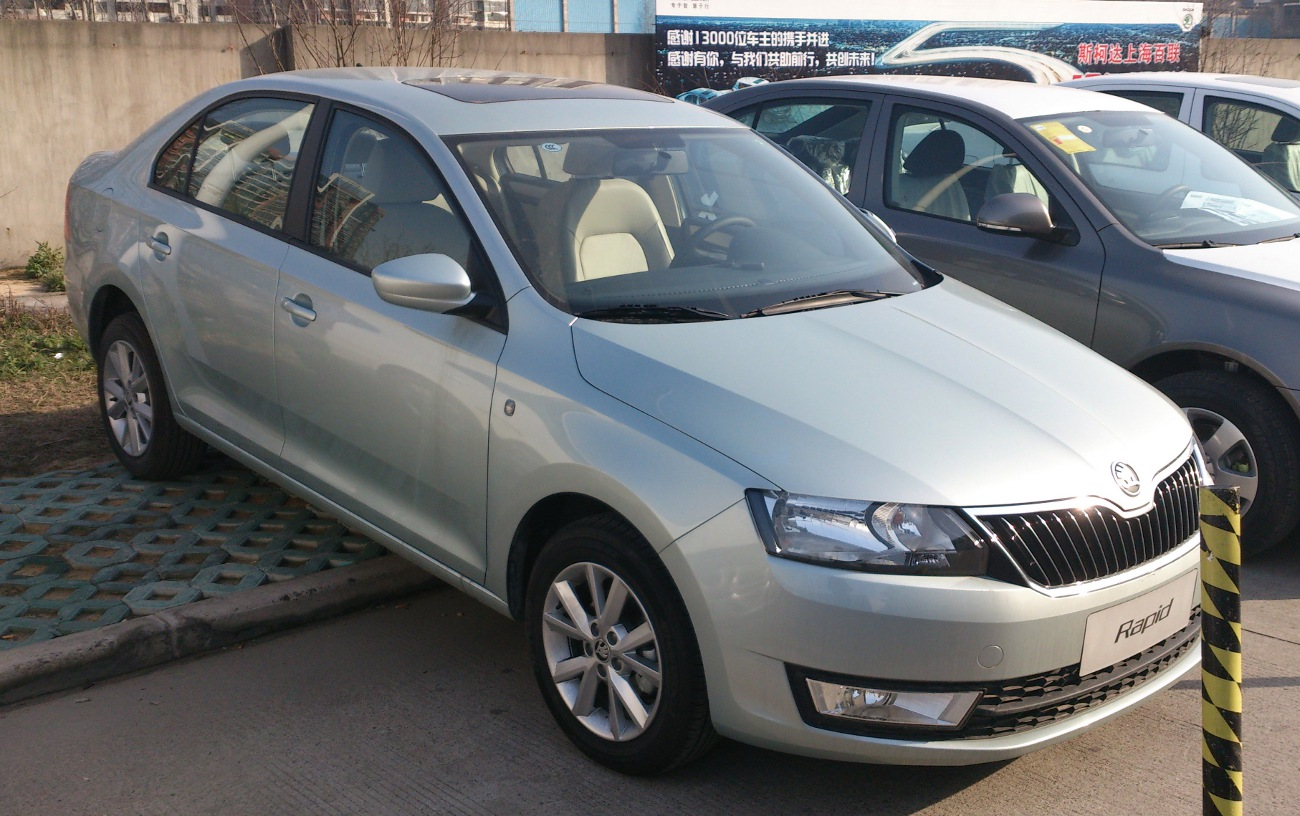
Škoda Rapid mercado chino 2013 delantera
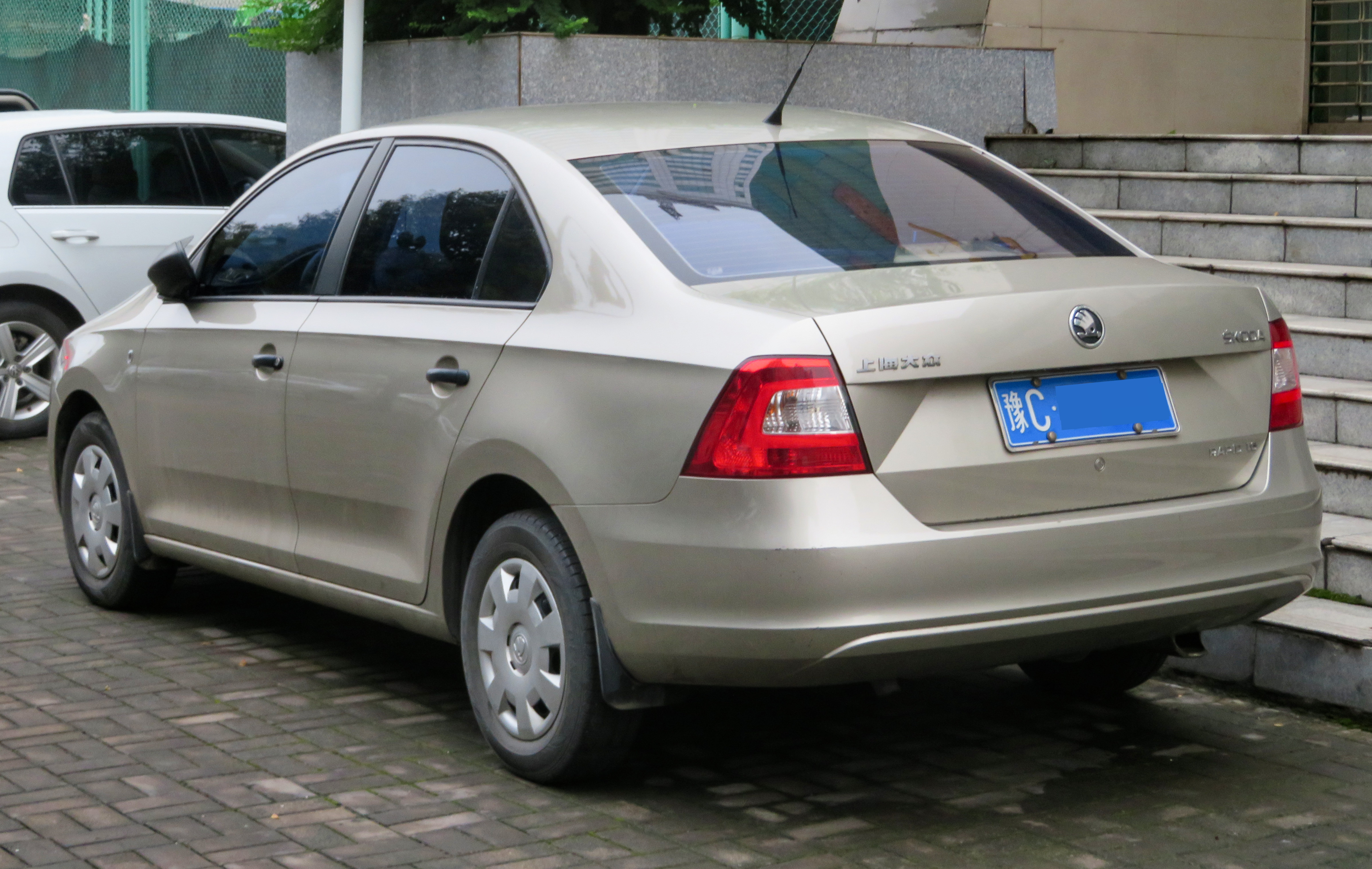
Škoda Rapid mercado chino 2013 trasera.
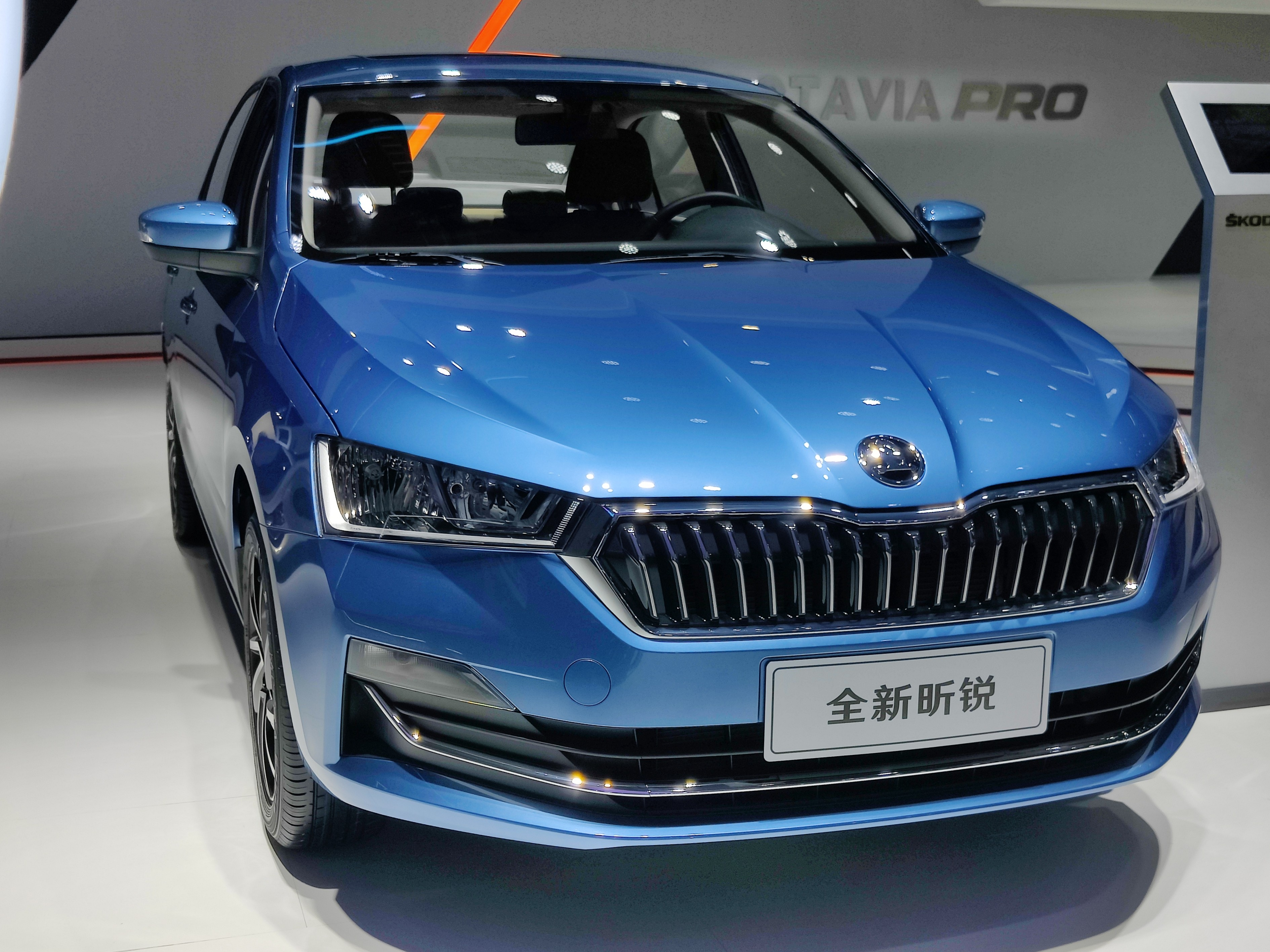
Vista delantera rediseño 2021 china.
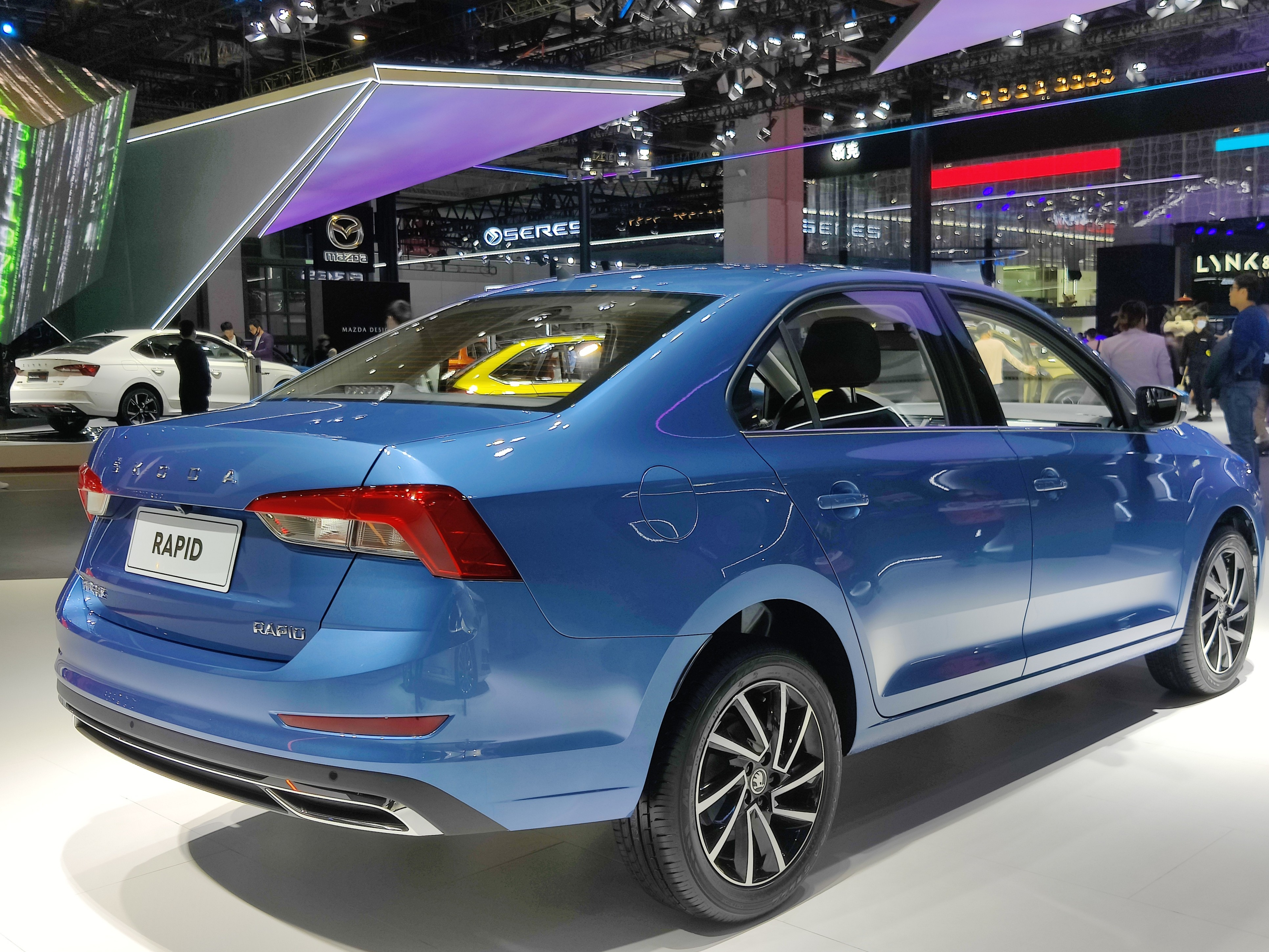
Vista trasera rediseño 2021 china.

### Variantes

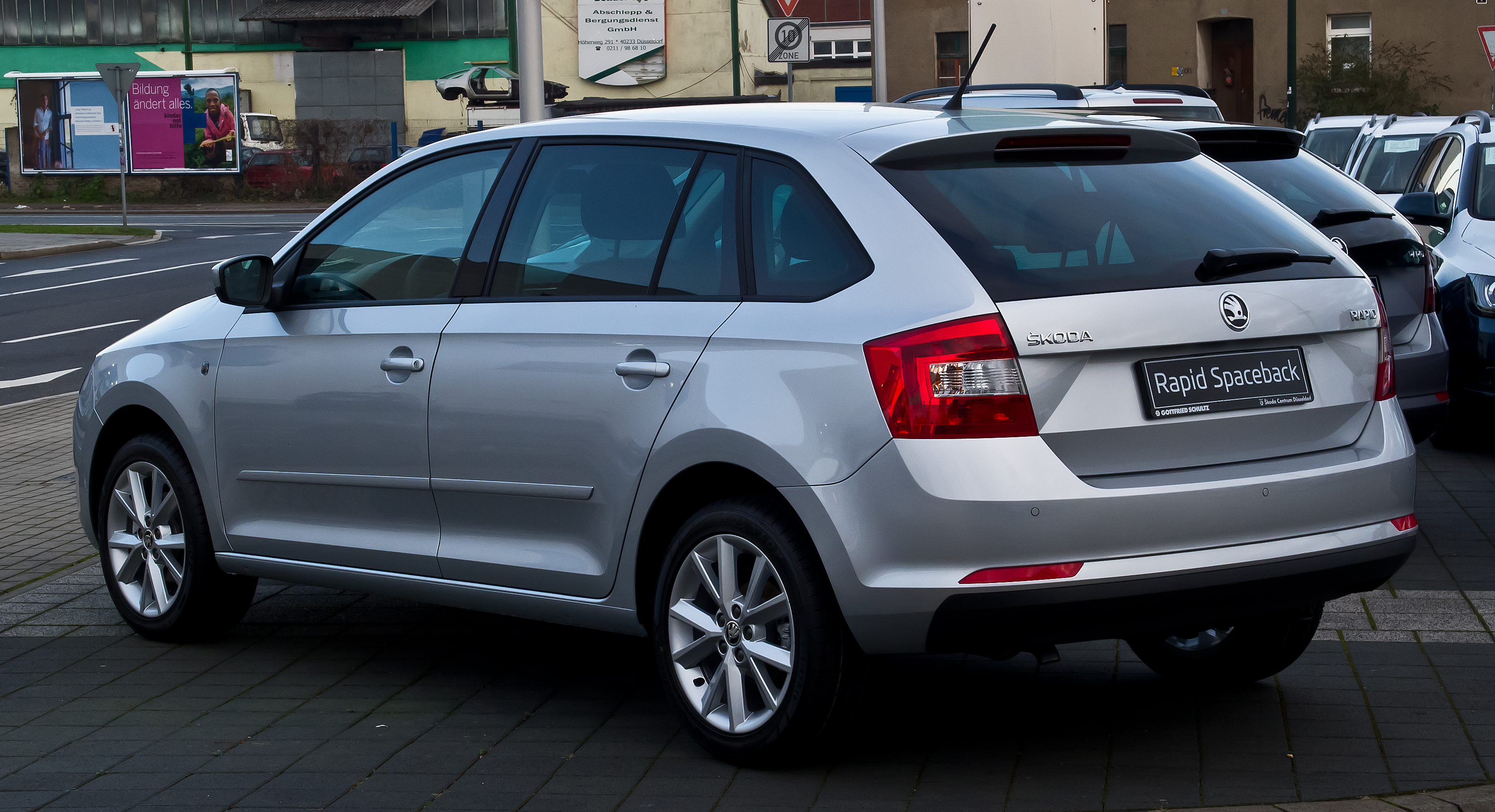
Škoda Rapid Spaceback.

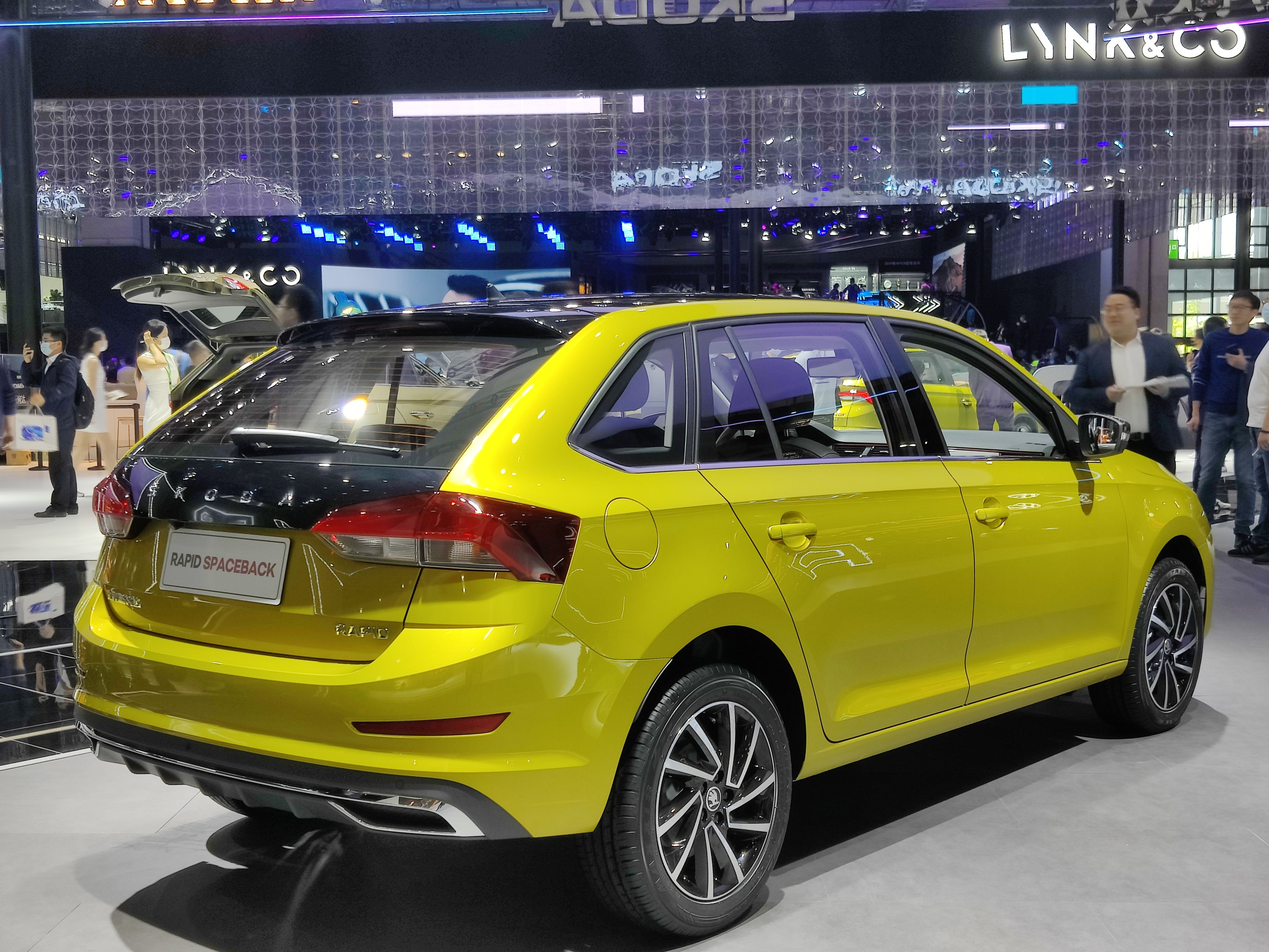
Škoda Rapid Spaceback rediseño.

En un principio se ofreció como un liftback, y posteriormente en 2013 ampliaría la gama con una nueva carrocería hatchback presentada en el salón de Frankfur con el nombre Rapid spaceback, que pretende meterse en el segmento del León, Golf y A3, esta carrocería compacta es 18 cm más corta y la capacidad del maletero pasa a los 415 litros. Esta versión se comercializa tanto en Europa como en china, el modelo adopta en 2021 un rediseño que solo se vende en el mercado asiático.  

### Acabados
- Active: Es el acabado de inicio a la gama. Se puede conseguir por poco más de 10 000 €, pero conlleva el arrastre de materiales y equipamientos típicos de coche low cost, como pueden ser los espejos retrovisores externos y tiradores de la puerta en plástico, no en color carrocería, y elevalunas manuales.
- Ambition: Es el acabado medio de la gama. Este equipamiento se asemeja más al resto de generalista, pero de extras tiene los justos.
- Elegance: Es el acabado alto de gama con un mayor equipamiento. Se puede decir que lleva la opción de contar con algún lujo, pero no al nivel de cualquier otro generalista, ya que tiene un precio ajustado.

### Ediciones especiales
- Rapid Montecarlo

### Prototipos
- Škoda Misión L

- En Worthersen 2013 se presenta el Škoda Rapid Sport (Concept) está ensanchado y pintado en 2 colores el lado derecho en gris y el izquierdo en un rojo anaranjado, el interior con unos asientos deportivos y detalles en rojo en todo el interior.[3] Este Concept muestra los rasgos de lo que podría ser el acabado RS si la marca decide sacarlo en versión deportiva incluso podría llegar a convertirse en un kit aerodinámico que ofrezca la marca Škoda.